# 諾沃塞利夫卡 (五一村市鎮)
47°0′3″N 32°23′32″E / 47.00083°N 32.39222°E
诺沃塞利夫卡（烏克蘭語：Новоселівка）是烏克蘭南部的村莊，由尼古拉耶夫州尼古拉耶夫區的五一村市鎮負責管轄。該村始建於1932年，面積0.62平方公里，海拔高度52米，2001年人口497，人口密度每平方公里801.6人。